# Chiesa di Santo Stefano in Clama
La chiesa di Santo Stefano in Clama sorge ad Artegna, ai piedi del monte Faet, poco al di sopra del borgo Clama, che prende il suo nome da un'antica casata del paese.

## Storia e descrizione
L'esistenza di una chiesa in Clama, intitolata a San Leonardo, è attestata da un documento del 1281 (testamento di Federico di Prampero). La prima traccia documentale della dedicazione della chiesa a Santo Stefano risale al 1431.
Nel 1977, durante i lavori di restauro successivi al terremoto del 1976, che colpì rovinosamente il Friuli, mentre si rimuove l'altare settecentesco, vengono rinvenute sette lastre di pietra risalenti all'Alto Medioevo, le quali probabilmente appartenevano alla chiesetta e che fanno presupporre che la fondazione dell'attuale chiesa di Santo Stefano risalga almeno al periodo carolingio. Infatti, i motivi decorativi connotano le lastre come elementi di un pluteo e di pilastrini databili tra l'VIII e il IX secolo, secondo quanto suggeriscono i confronti effettuati con analoghi manufatti conservati a Grado, a Cividale del Friuli e a Concordia.
Inoltre, il restauro porta alla luce i lacerti di tre distinti cicli pittorici a fresco.
Sulla parete di sinistra (dopo il distacco, ricollocato sopra l'ingresso), un primo frammento dell'XI-XII secolo rappresenta l'episodio evangelico della Strage degli Innocenti e un secondo frammento del XII-XIII secolo (dopo il distacco, non ricollocato nella chiesa) raffigura un uomo di profilo; entrambi sono una delle poche testimonianze dell'epoca che si conservino ancora in Friuli.
La ricerca di esempi simili di pittura, risalenti alla medesima epoca, ha portato ad un accostamento del primo frammento a un ciclo pittorico (XI secolo) dell'Abbazia di Lambach (Alta Austria), in cui si è riconosciuto un "linguaggio comune", e agli affreschi della Collegiata di San Giorgio a Oberzell (isola di Reichenau, sul lago di Costanza), i cui modi stilistici rinviano alla scuola pittorica dei miniaturisti dell'abbazia benedettina di Reichenau.
Il terzo strato pittorico, del XV secolo, che occupa le pareti laterali della navata, l'arco trionfale e il vano absidale (gli affreschi, distaccati, sono stati ricollocati nella chiesa poggiandoli su supporti di vetroresina che riproducono esattamente le dimensioni e la curvatura delle pareti interne, così com'erano prima del sisma), viene associato agli affreschi della chiesa di Sant'Antonio di Forame d'Attimis e, quindi, alla cultura figurativa delle vicine regioni nordiche e orientali (scuola di Villaco e, in particolare, la pittura di Johannes von Laibach o Janez Ljubljanski), legate a un linguaggio tardo-gotico, il quale contrasta con la cultura figurativa proveniente dall'Italia e lo fa apparire arcaico, ma che è assai indicativo sia della circolazione degli artisti in quest'area geografica sia del gusto popolare. Le stesse tracce "vitalesche" presenti negli affreschi della chiesa di Santo Stefano, individuabili nelle figure degli apostoli, non verrebbero da una conoscenza diretta della pittura di Vitale da Bologna – l'artista attivo nel Duomo di Udine nel XIV secolo, che porta in Friuli la pittura rinnovata del dopo Giotto– ma da un'esperienza compiuta dal pittore in Slovenia, dove il vitalismo si irradiò nella seconda metà del XIV secolo, analogamente a quanto avvenne in Carinzia ad opera di piccoli maestri friulani itineranti.
Pertanto, considerando dalla chiesa di Santo Stefano, alla luce di quanto appena accennato, il giudizio storico di Aldo Rizzi sulla pittura friulana del '400, caratterizzata secondo lui, come quella veneta, dall'incontro e dalla fusione di "cultura gotica" e "cultura rinascimentale", bisognerebbe legare tale giudizio anche all'opera di pittori nordici che lavorano tra Friuli, Carinzia e Slovenia.
Il ciclo del XV secolo si compone nel modo seguente:
1. nell'aula, a sinistra, lo stemma dei signori d'Artegna – la casata dell'umanista Guarnerio d'Artegna; la figura di un orante (il committente dell'opera); il martirio di santo Stefano;
2. sull'arco trionfale, l'Annunciazione, secondo la tradizione diffusasi in Friuli dal XIV secolo; la teoria degli apostoli;
3. nell'abside, la lunetta con Crocifissione e sante Apollonia e Lucia;
4. nella volta, Cristo benedicente; i simboli dei quattro evangelisti;
5. sulla parete destra dell'abside, figure di santi (san Sebastiano, san Giovanni Battista, sant'Antonio Abate, un maiale, un giovane orante);
6. al sommo delle pareti laterali dell'aula, figure di profeti.